# 梅岡由美
梅岡 由美（うめおか ゆみ、生年不明）は、日本の元女子サッカー選手。元サッカー日本女子代表。

## 来歴
プリマハムFCくノ一でプレー。サッカー日本女子代表では、1997年6月15日、中国代表との試合でデビューした。12月の1997 AFC女子選手権にも選出され、2試合に出場、3位となった。1998年まで通算で4試合に出場した。

## 代表歴
- 1997年6月15日 - A代表初出場 - 中国戦

### 出場大会など
- 1997 AFC女子選手権（3位）

### 試合数
- 国際Aマッチ 4試合（1997-1998）

| 日本代表 | 国際Aマッチ | 国際Aマッチ |
| 年       | 出場        | 得点        |
| -------- | ----------- | ----------- |
| 1997     | 3           | 0           |
| 1998     | 1           | 0           |
| 通算     | 4           | 0           |

### 出場
| # | 開催日         | 開催地 | 会場                               | 相手           | 結果  | 監督   | 大会         |
| - | -------------- | ------ | ---------------------------------- | -------------- | ----- | ------ | ------------ |
| 1 | 1997年06月15日 | 大阪府 | 長居陸上競技場                     | 中国           | △0-0  | 宮内聡 | キリンカップ |
| 2 | 1997年12月05日 | 番禺   |                                    | グアム         | ○21-0 | 宮内聡 | アジア選手権 |
| 3 | 1997年12月09日 | 番禺   |                                    | 香港           | ○9-0  | 宮内聡 | アジア選手権 |
| 4 | 1998年05月21日 | 兵庫県 | 神戸総合運動公園ユニバー記念競技場 | アメリカ合衆国 | ●0-2  | 宮内聡 | キリンカップ |